# Michal Dočekal
Michal Dočekal (* 7. dubna 1965, Praha) je český režisér, v letech 2002–2017 působil v pražském Národním divadle, jako režisér a umělecký šéf činohry a později ředitel Činohry ND, od sezony 2018/2019 je uměleckým šéfem Městských divadel pražských. 

## Studium, divadelní začátky
Již v době studia na gymnáziu hrál a režíroval v pražském A-Studiu Rubín. V roce 1985 začal studovat DAMU, obor režie, kterou absolvoval v roce 1991. Mezitím stihl ještě půlroční stáž v Londýně. V letech 1991 až 1994 působil jako režisér Divadelního spolku Kašpar , kde režíroval například Katynku (Kleist), Doňu Juanu (T. de Molina, v adaptaci H. Byliny), Clavija (Goethe, v úpravě J. Vostrého) a jiné.

## Angažmá
V období 1994–2002 působil jako režisér a umělecký šéf v pražském Divadle Komedie a pohostinsky režíroval i v dalších divadlech.
Od roku 2002 působil v Národním divadle v Praze, až do roku 2014 zde vykonával funkci uměleckého šéfa Činohry. Od sezony 2015/2016 do 31. srpna 2017 byl ředitelem Činohry Národního divadla.
V Národním divadle byl velice úspěšným režisérem, který režíroval mnoho známých her, mezi něž patří např.: Cyrano z Bergeracu (E. Rostand), Čekání na Godota (S. Beckett), Revizor (N. V. Gogol), Racek (A. P. Čechov), Richard III. (W. Shakespeare) a mnoho dalších. 

## Další činnost
Roku 2011 byl zvolen do rady ředitelů Unie evropských divadel (UTE) . Od podzimu roku 2015 zastává funkci prezidenta (UTE). Činohra Národního divadla je členem UTE od roku 2009.
Od roku 2020 je členem Garanční rady Národního divadla.

## Rodina
Jeho manželkou byla do roku 2023 česká herečka Monika Zoubková, se kterou má dvě dcery.

## Divadelní režie, výběr
- 1992 Heinrich von Kleist: Katynka, Divadelní spolek Kašpar
- 1993 Tirso de Molina, H. Bylina: Doňa Juana, Divadelní spolek Kašpar
- 1994 J. W. Goethe, Jaroslav Vostrý: Clavijo, Divadelní spolek Kašpar
- 1994 James Joyce: Vyhnanci, Divadlo Kolowrat, (j. h.)
- 1996 A. P. Čechov: Tři sestry, Divadlo Komedie
- 1998 S. Beckett: Šťastné dny, Divadlo Kolowrat
- 2000 William Shakespeare: Král Lear, Divadlo Komedie
- 2000 William Shakespeare: Zkrocení zlé ženy, Divadlo Komedie
- 2001 A. N. Ostrovskij: Les, Divadlo Komedie
- 2001 Agatha Christie: Deset malých černoušků, Divadlo Komedie
- 2001 D. Churchill: Na ocet, Divadlo Ungelt (j. h.)
- 2002 Edmond Rostand: Cyrano z Bergeracu, Národní divadlo
- 2004 Molière: Lakomec, Stavovské divadlo
- 2005 G. B. Shaw: Pygmalión, Stavovské divadlo
- 2005 D. Eldridge: Pod modrým nebem, Divadlo Na zábradlí (j. h.)
- 2006 William Shakespeare: Richard III., Stavovské divadlo
- 2006 N. V. Gogol: Revizor, Stavovské divadlo
- 2007 Pavel Kohout: Malá hudba moci, Stavovské divadlo
- 2008 Hadar Galron: Mikve, Stavovské divadlo
- 2011 A. P. Čechov: Racek, Stavovské divadlo
- 2011 Tennessee Williams: Tramvaj do stanice Touha, Slovenské národní divadlo v Bratislavě
- 2012 Lucy Prebble: Enron, Stavovské divadlo
- 2013 A. P. Čechov: Strýček Váňa, Stavovské divadlo
- 2014 A. N. Ostrovskij: Les, Stavovské divadlo
- 2014 M. Bulgakov: Mistr a Markétka, Divadlo Vígszínház v Budapešti
- 2015 Marius von Mayenburg: Kámen, Stavovské divadlo
- 2015 Franz Kafka: Amerika, Maďarské státní divadlo v Kluži

## Divadelní role, výběr
- 2002 Edmond Rostand: Cyrano z Bergeracu, De Guiche, De Ligniere, Montfleury, Bellerose, Národní divadlo, režie Michal Dočekal
- 2004 Molière: Lakomec, Policejní komisař, Mistr Šimon, Stavovské divadlo, režie Michal Dočekal
- 2007 Pavel Kohout: Malá hudba moci, Ruský houslista, Stavovské divadlo, režie Michal Dočekal

## Ocenění
- 1996 Cena Alfréda Radoka nejlepšímu divadlu roku (Divadlo Komedie)
- 2001 Cena Divadelních novin za inscenaci Tragická historie o doktoru Faustovi (Divadlo Komedie)
- 2003 Mezinárodní cena Ernesta Flaiana
- 2004 Cena Českého literárního fondu za projekt Bouda 2003
- 2010 Cena Josefa Balvína za inscenaci Co se stalo, když Nora opustila manžela
- 2016 cena Střípek Mozaiky Českého rozhlasu 3 – Vltava za působení na české umělecké scéně